# پروآنتوسیانیدین بی۶
پروآنتوسیانیدین بی۶ (به انگلیسی: Proanthocyanidin B6) با فرمول شیمیایی C۳۰H۲۶O۱۲ یک ترکیب شیمیایی با شناسه پاب‌کم ۴۷۴۵۴۰ است. که جرم مولی آن ۵۷۸٫۵۲ g/mol می‌باشد. 